# Lucy López
Lucy López Cruz (Santiago de Chile, 18 de julio de 1930) es una exatleta, entrenadora y dirigente deportiva chilena. Fue la primera medallista en la historia de Chile en los Juegos Panamericanos, obteniendo la plata en el salto alto en la primera edición, en los Juegos de Buenos Aires de 1951.

## Biografía
Hija de Erasmo López, dirigente fundador de la Federación de Básquetbol de Chile. Tuvo interés en los deportes desde niña. Practicó esquí y andinismo desde los 8 años. A los 13 años descubrió el atletismo. Comenzó compitiendo en campeonatos escolares y luego en representaciones nacionales.

## Carrera deportiva
Como atleta, compitió en salto alto, salto largo y 80 m vallas.En 1951, obtuvo la medalla de plata en los primeros Juegos Panamericanos organizados en Argentina, con una marca de 1,45 metros, lo que la convirtió en la primera mujer en ganar una medalla para el atletismo chileno a nivel continental. Iba a competir en los Juegos Olímpicos de Helsinki 1952, pero fue mamá por primera vez. A los 36 años, se tituló como profesora de educación física, convirtiéndose en entrenadora de atletismo y voleibol, entrenando alumnas en el colegio Villa María Academy, en la Universidad de Chile y en el Colegio Universitario Salvador.

## Carrera gremial
Luego de retirarse como entrenadora fue dirigenta de la Asociación Atlética de Santiago, donde ocupó el rol de vicepresidenta y presidenta. Fue secretaria de la Federación Atlética de Chile. Actualmente es secretaria de la Corporación Maratón de Santiago.

## Reconocimientos
Desde 2022, un torneo de atletismo organizado por la Asociación Atlética Regional Metropolitana lleva el nombre de Lucy López Cruz, quien también recibió el Premio a la Trayectoria Deportiva del Círculo de Periodistas Deportivos.
López fue la encargada, junto a los tenistas Fernando González y Nicolás Massú, de encender el pebetero panamericano en la ceremonia de apertura de los Juegos Panamericanos de 2023 en el Estadio Nacional.